# Lodi (Creedence Clearwater Revival)
Lodi is een nummer geschreven door John Fogerty en uitgevoerd door Creedence Clearwater Revival. Het werd opgenomen in maart 1969 en werd in april, vier maanden vóór het album, uitgebracht als de B-kant van "Bad Moon Rising", de eerste single van Green River.

## Achtergrond
Het nummer beschrijft het lot van een uitgerangeerde muzikant wiens carrière hem ertoe heeft gebracht optredens te spelen in de stad Lodi, Californië. Nadat hij in lokale bars heeft gespeeld, komt de verteller vast te zitten en kan hij de bus- of treinkosten niet betalen om te vertrekken. Fogerty zei later dat hij Lodi nog nooit had bezocht voordat hij het nummer schreef, en dat hij het eenvoudigweg voor het nummer had uitgekozen omdat het "de coolst klinkende naam" had. Het refrein van het lied, "Oh Lord, stuck in Lodi again", is het thema geweest van verschillende evenementen in Lodi.
Het arrangement van het nummer omvat een verandering van toonsoort in het laatste couplet, wat het melancholische drama van de tekst benadrukt: "If I only had a dollar for every song I sung ..."

## Ontvangst
Billboard beschreef de single als "een gemakkelijke beat", net zo krachtig als de keerzijde "Bad Moon Rising" en met een soortgelijk gevoel als de eerdere single "Proud Mary" van Creedence Clearwater Revival. Cash Box omschreef het op dezelfde manier als "krachtpatsermateriaal" dat vergelijkbaar is met- en net zo sterk is als de vorige single " Proud Mary " van de groep.

## Beoordeling van de songwriter
Fogerty verklaarde: "Op 'Lodi' zag ik een veel ouder persoon dan ik was, omdat het een soort tragische vertelling is. Een man zit vast op een plek waar mensen hem echt niet waarderen. Omdat ik aan het begin van een goede carrière stond, hoopte ik dat mij dat niet zou overkomen."

## Coverversies
Het nummer is gecoverd door veel muzikanten, waaronder:
- Tesla
- Emmylou Harris
- Shawn Colvin
- Tom Jones
- Buck Owens
- The Flying Burrito Brothers
- Ronnie Hawkins
- Smokie
- Al Wilson bereikte in 1969 met zijn versie van het lied plek 67 van de Hot 100.[6]
- Tim Armstrong
- FIDLAR
- Freddie King
- Bo Diddley
- The Brandos
- Lobo
- Jan Rot scoorde in 1992 een bescheiden hit met de vrije vertaling van Lodi, getiteld "Rocker in Holland".

## Hitnotering Evergreen Top 1000
| Evergreen Top 1000 "Lodi" | Evergreen Top 1000 "Lodi" | Evergreen Top 1000 "Lodi" | Evergreen Top 1000 "Lodi" | Evergreen Top 1000 "Lodi" | Evergreen Top 1000 "Lodi" | Evergreen Top 1000 "Lodi" | Evergreen Top 1000 "Lodi" | Evergreen Top 1000 "Lodi" | Evergreen Top 1000 "Lodi" | Evergreen Top 1000 "Lodi" |
| Jaar                      | 2013                      | 2014                      | 2015                      | 2016                      | 2017                      | 2018                      | 2019                      | 2020                      | 2021                      | 2022                      |
| ------------------------- | ------------------------- | ------------------------- | ------------------------- | ------------------------- | ------------------------- | ------------------------- | ------------------------- | ------------------------- | ------------------------- | ------------------------- |
| Positie                   | -                         | -                         | -                         | -                         | -                         | -                         | 605                       | 783                       | 552                       | 514                       |